# 주자네 로타어
주자네 로타어(독일어: Susanne Lothar, 1960년 11월 15일 ~ 2012년 7월 21일)는 독일의 배우이다.

## 출연 작품
- 마이 블라인드 하트 (2013)
- 감독 미카엘 하네케 (2013)
- 마음 속 먼지 (2012)
- 이프 낫 어스, 후? (2011)
- 리멤버 (2011)
- 하얀 리본 (2009)
- 클라우츠, 다우츠 & 락 '엔' 롤 (2008)
- 더 리더: 책 읽어주는 남자 (2008)
- 마돈넨 (2007)
- 수입/수출 (2006)
- 스노우랜드 (2005)
- 아멘 (2002)
- 피아니스트 (2001)
- 본회퍼 (2000)
- 성 (1997)
- 퍼니 게임 (1997)
- 테러리스트 (1992)